# Лівадія (Крим)

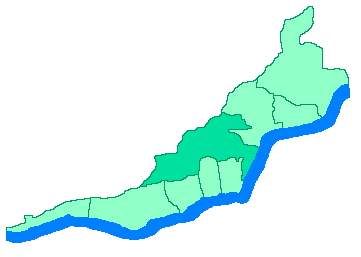

Ліва́дія (крим. Livadiya, до 1799 року — Ай-Ян, крим. Ay Yan, румейськ. Ай Ян) — селище в Україні, у складі Ялтинського району Автономної Республіки Крим. Розташоване на узбережжі Чорного моря, в 3 км від Ялти. Через селище проходить траса Ялта — Севастополь. Площа — 5952 га.

## Назва
Румейська та кримськотатарська назва Ай-Ян походить від Айос Іоанніс (грец. Άγιος Ιωάννης), «Святий Іоанн».
Назва «Лівадія» з'явилася у 1799 році, коли уродженець міста Лівадія в Греції Ламброс Кацоніс, що перебував на російській службі, заснував тут свій маєток, який назвав на честь рідного міста. Назва походить від слова лівадіон (грец. λιβάδιον) і перекладається як «луг».

## Історія
Місцевість, у якій розташована Лівадія, була заселена у далекому минулому. Про це свідчать виявлені тут залишки поселень епохи бронзової доби (3 тис. років до н. е.). Залишки великого гончарного комплексу, середньовічне поселення з храмом і могильником підтверджують, що тут жили люди в епоху середньовіччя. На скелі Хачла-Каяси в Ореанді збереглися руїни феодального замку X-XII ст.
У XVIII ст. на місці нинішньої Лівадії знаходилося румейське поселення Ай-Ян. Назву пов'язують з візантійським монастирем святого Іоанна, що розташовувався тут з X століття, з того часу збереглося джерело Ай-Ян-Су — джерело святого Іоанна. Поряд існувало поселення Панас-Чаїр (крим. Panas Çayır, «Священний Луг»). У 1778 році мешканців Ай-Яна було депортовано російською армією до Азовської губернії.
Після анексії Криму Російською імперією частина земель на його Південному березі була роздана грекам Балаклавського батальйону, командир якого Ф. Ревеліотті скуповував у своїх підлеглих найкращі землі, у тому числі і Ай-Ян, що на той час вже отримав назву Лівадія на честь однойменного міста в Греції.
У 1834 році він продав маєток польському магнату графу Л. Потоцькому (див. Потоцькі).
В кінці 30-х років XIX століття новим власником Лівадії був закладений тут виноградник, площа якого в 1860 р. склала 19 десятин. Почалося виробництво вин, був побудований виноробницький підвал. У 1848 р. було одержано 2,5 тис. відер вина, 1853-му — 4 тисячі.
Тоді ж в Лівадії побудували 2 панських будинки, церкву, житлові і господарські приміщення. На 40 десятині землі був розбитий парк з цінними породами субтропічних рослин (вічнозеленими миртами, лаврами, кедрами, пініями, магноліями, кримськими соснами), фонтанами і статуями роботи італійських майстрів; посаджений фруктовий сад, влаштована оранжерея, проведений водопровід.
У 1859 р. в Лівадії налічувалося 30 дворів, де проживало 140 чоловік.
У 1860 р. Лівадія була придбана царською сім'єю. Вже в 1862–1866 рр., під керівництвом придворного архітектора І.Монігетті, будинок Потоцького перебудовується в палац. Крім того, зводиться Малий палац в східному стилі, дві церкви, удома для свити, службовців і робочих маєтку. Всього тут було побудовано або перебудовано близько 60 будинків. Їх зводили з місцевого каменя, інші матеріали доставлялися з різних міст країни і з-за кордону.
У 1863 р. в маєтку була споруджена нова система водопроводу, а для збереження запасів води — резервуар на 700 тис. відер.
З середини 70-х рр. XIX ст. на лівадійській метеостанції постійно велися спостереження за атмосферними явищами і за джерелами води.
На початку 90-х рр. XIX ст. установлена телефонний зв'язок між Лівадією і іншими кримськими маєтками.
Після споруди в Ялті урядової телефонної мережі, маєток було підключене до неї.
У 1869 в Лівадії створена молочна ферма. Були розширені фруктові сади, оранжереї, влаштовані парники, розбите місто.
Лівадія стала літньою царською резиденцією.
З 1875 р. стороннім стали забороняти проїзд по шосе Ялта — Севастополь. А при Олександрі III стороннім був суворо заборонений в'їзд в Лівадію.
Починаючи з 1910 р., будівництво в Лівадії велося ще інтенсивніше. Був споруджений Великий палац. Тоді ж була оновлена вся господарсько-технічна база маєтку, побудовані електростанція, завод по виробництву льоду, гараж, зведений зимовий театр.
Напередодні першої світової війни в Лівадії налічувалося до 400 будівель, з них близько 100 житлових будинків.
З 1873 р. тут функціонувала лікарня, з 1868 — початкова школа.
У 1916 р. Лівадію відвідав Володимир Вернадський, який зупинявся на дачі Бакуніних «Гірська щілина».
Після жовтневого перевороту 1917 р. в Лівадію з Петрограду перемістилися установи міністерства землеробства поваленого Тимчасового уряду. Охорона маєтку покладалася на ескадрон татарського кінного полку.
У січні 1918 року Лівадія опинилася в радянській окупації. В кінці січня колишній царський маєток був підпорядкований Головному комісаріату по управлінню національними маєтками в Криму. Декілька приміщень в Лівадії виділили фізико-математичному факультету Таврійського університету.
У листопаді 1920 р. на землях колишнього царського маєтку створений радгосп «Лівадія», а в кінці 1924 р. населений пункт Лівадія з лісом і парком був переданий курортному фонду.
У 1925 р. у Лівадійському палаці організовано санаторій для селян. Тут відпочивали письменники Валер'ян Підмогильний, Тодось Осьмачка, Дмитро Загул, Василь Вражливий, Дем'ян Бєдний, Володимир Маяковський, Максим Горький.
У 1945 р. У палаці Лівадії була Ялтинська конференція, яка мала великий вплив на кінець Другої світової війни.
У 1965 р. в Лівадії побудований будинок відпочинку «Прикордонник Півночі», санаторій «Чорномор'є».
Всього в Лівадії щорічно відпочивають понад 25 тисяч осіб.

## Інфраструктура
У селищі: 7 магазинів, 3 ресторани, понад 10 барів. Є пошта, телеграф, міжміський переговорний пункт, відділення банку.
Між Ялтою і Лівадією регулярно курсують автобуси. Медичне обслуговування здійснює Ялтинська міська лікарня, розташована в лісовій зоні селища. Працює загальноосвітня школа, школа-інтернат, дитячий комбінат.